# 法蘭西的阿德萊德
阿德萊德·德·法蘭西（法語：Adélaïde de France，1732年3月23日—1800年2月27日），法國公主，法國國王路易十五與王后瑪麗·萊什琴斯卡的第四女。
阿德萊德終生未婚，1800年因乳癌去世，享年67歲。